# Alfahelix
En alfahelix  är en mycket vanlig typ av sekundärstruktur delar av ett protein kan anta. I denna struktur är proteinkedjan formad som en symmetrisk spiral - en helix. Att proteinkedjor kan vecka sig i en alfa-helix-struktur föreslogs 1951 av Linus Pauling och Robert Corey, 6 år före första observerationen, då i myoglobins struktur.
Proteiner byggs essentiellt upp av upprepade aminosyror som sitter ihop i en lång kedja. Varje aminosyra har en amingrupp och en karboxylgrupp samt en sidokedja. Kedjan aminosyror är i en alfa-helix-struktur hårt snurrad runt sin egen axel med sidokedjorna stickande utåt. Helixen hålls samman genom vätebindningar mellan de aminosyrors amingrupper och karboxylgrupper som ligger nära varandra i rummet. De viktigaste vätebindningarna är de mellan amingruppen och den karboxylgrupp som ligger fyra aminosyror bort i proteinkedjan då dessa är lokaliserade fördelaktigt nära varandra.
Varje varv i helixen innehåller 3,6 aminosyror och avståndet emellan varje aminosyra i höjdled är 1,5 ångström. Enskilda alfa-helixar brukar inte vara längre än 45 Å.
Alfa-helixar kan vara både höger- och vänstervridna, men högervridna helix är energetiskt mer fördelaktiga till följd av inte lika steriskt hindrade sidokedjor, och förekommer därför i mycket högre grad. Förekomsten av alfa-helix-struktur inom ett protein varierar kraftigt, från inga till nästan 100%.